# Henri Émile Sauvage
Henri Émile Sauvage (22 tháng 9 năm 1842 – 3 tháng 1 năm 1917) là một nhà cổ sinh vật học, ngư học và bò sát-lưỡng cư học người Pháp. Ông là chuyên gia hàng đầu trong mảng cá và bò sát Đại Trung sinh vào cuối thế kỷ 19.

## Sự nghiệp
Sauvage là quản lý (curator) tại Bảo tàng Lịch sử Tự nhiên ở Boulogne-sur-Mer, quê hương ông. Vào khoảng năm 1873 đến 1914, ông đã xuất bản nhiều nghiên cứu về khủng long kỷ Jura Muộn và các động vật có xương sống từ vùng Boulonnais (miền bắc Pháp).
Sauvage cũng có đóng góp quan trọng trong ngành cổ sinh vật ở Bồ Đào Nha, khi ông mô tả một loài khủng long Suchosaurus girardi (họ Đại long xương gai) từ các mảnh xương hàm được tìm thấy ở quốc gia đó vào năm 1897.
Từ năm 1883 đến năm 1896, Sauvage là giám đốc của Trạm nuôi trồng thủy sản (station aquicole) ở Boulogne-sur-Mer. Ông cũng là thành viên của Hiệp hội Địa chất Pháp. Sang năm 1872, Sauvage được thăng làm Chủ tịch Động vật học tại Bảo tàng Lịch sử Tự nhiên Quốc gia Pháp.